# Plagne (Górna Garonna)
Plagne – miejscowość i gmina we Francji, w regionie Oksytania, w departamencie Górna Garonna.
Według danych na rok 1990 gminę zamieszkiwało 60 osób, a gęstość zaludnienia wynosiła 14 osób/km² (wśród 3020 gmin regionu Midi-Pireneje Plagne plasuje się na 1003. miejscu pod względem liczby ludności, natomiast pod względem powierzchni na miejscu 1549.).

## Linki zewnętrzne

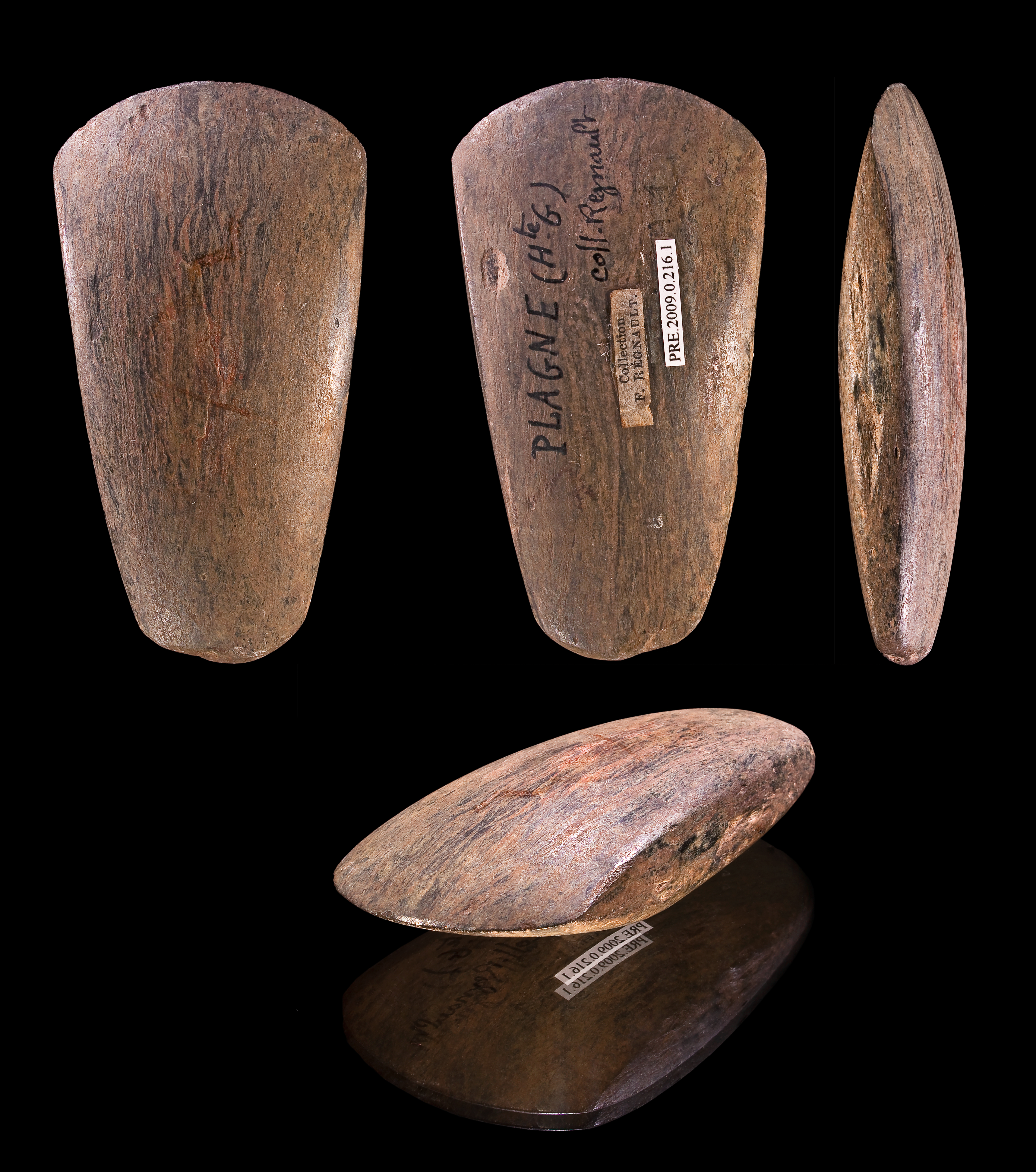
Wypolerowana siekiera znaleziona na terenie Plagne, zbiory muzeum w Tuluzie